# Sophie-Hélène Martin
Sophie-Hélène Martin, née à Lausanne le 29 avril 1971, est une écrivaine et enseignante vaudoise.

## Biographie
Après des études de lettres à l'Université de Lausanne, elle enseigne dans l'école vaudoise au niveau secondaire supérieur. 

## Publications
- L'éphémère, éditions de l'Hèbe, 1996
- Sombreval, éditions du Lys Bleu, 2019
- Bury My Heart, éditions Alter Real, 2020

## Sources
- « Sophie-Hélène Martin », sur la base de données des personnalités vaudoises sur la plateforme « Patrinum » de la Bibliothèque cantonale et universitaire de Lausanne.
- Anne-Lise Delacrétaz, Daniel Maggetti, Écrivaines et écrivains d'aujourd'hui, 2002, p. 253
- A D S - Autorinnen und Autoren der Schweiz - Autrices et Auteurs de Suisse - Autrici ed Autori della Svizzera